# Lijst van spelers van Waasland-Beveren
Deze lijst omvat voetballers die bij de fusieploeg KVRS Waasland - SK Beveren spelen of gespeeld hebben. De spelers zijn gerangschikt volgens alfabet. Wanneer een speler gehuurd werd staat dit aangeduid met een asterisk achter het desbetreffende jaartal.

## A
- Mohammed Aoulad (2013*)

## B
- Karim Belhocine (2012-2015)
- Leonardo Bertone (2020-...)
- Siebe Blondelle (2012-2015)
- Mijusko Bojovic (2013-2015)
- Rachid Bourabia (2010-2011)
- Anouar Bou-Sfia (2010-2012)
- Jonathan Buatu Mananga (2015-...)

## C
- Hrvoje Čale (2013-2015)
- Maximiliano Caufriez (2015-...)
- Jeremy Cijntje (2021)
- Colin Coosemans (2012-2013*, 2013-2015)
- Gary Coulibaly (2015-...)
- Rudy Camacho (2016-2018)

## D
- Frank Wiafe Danquah (2011)
- Alves Da Silva (2011-2013)
- Michael Davis (2021-2022)
- David Destorme (2014-2016)
- Erdin Demir (2015-...)
- Robert Demjan (2013-2014)
- Niels De Pauw (2015-2016)
- Steven De Pauw (2010-2011)
- Mike De Silva (2011-2012)
- Stijn De Smet (2013*)
- Bjorn De Wilde (2010-2011)
- Ibrahima Diallo (2011-2012)
- Sébastien Didier (2011-2013)
- Kassim Doumbia (2011-2014)
- Cédric D'Ulivo (2012-2015)

## E
- Renaud Emond (2013-2015)

## F
- Rachid Farssi (2012-2013)
- Daam Foulon (2018-heden)

## G
- Reuben Gabriel (2014-2015)
- Zinho Gano (2015-...)
- Rami Gershon (2013-2014)
- Merveille Goblet (2015-...)
- Nicolas Godemeche (2013-2015)
- Kristof Goessens (2011)
- Harrie Gommans (2010-2011)

## H
- Robin Henkens (2013-2015)
- Laurent Henkinet (2015-...)

## I
- Arthur Irawan (2014-...)
- Jonas Ivens (2013*)

## J
- Steven Jacobs (2010-2011)
- Laurent Jans (2015-...)
- Mathias Janssens (2015-...)
- Zarko Jelicic (2010-2011)
- Bilal Jellal (2015-...)
- Denzel Jubitana (2018-...)

## K
- Jean-Paul Kielo-Lezi (2010-2012)

## L
- Benoit Ladrière (2012-2013)
- Steeven Langil (2015-...)
- Kristof Lardenoit (2010-2013)
- Faycal Lebbihi (2013-2014)
- Glenn Leemans (2015-...)
- Christophe Lepoint (2012-2013)
- Alec Luyckx (2013-...)

## M
- Zakaria M'Sila (2014-...)
- Milos Maric (2013-...)
- Gertjan Martens (2012-2013)
- Jan Masureel (2010-2012)
- Alain Pierre Mendy (2012-2013)
- Valtteri Moren (2015-...)
- Thibault Moulin (2015-...)
- Olivier Myny (2015-...)

## N
- Livio Nabab (2015-...)
- Dugary Ndabashinze (2012-2013)
- Enzo Neve (2010-2011)

## O
- Hervé Onana (2011-2012*)
- Aboubakar Oumarou (2013-2015)

## P
- Laurens Paulussen (2010-2012*)
- Fesquet Penga-Ilenga (2010-2011)
- Vito Plut (2012-2013)

## R
- Tomasz Radzinski (2012)
- Jordan Remacle (2013*)
- Jonny Rowell (2011-2015)

## S
- Tobias Salquist (2018-2019)
- Sékou Sampil (2010-2011)
- Christian Santos (2013-2014)
- Ebrahima Sawaneh (2014-...)
- Siebe Schrijvers (2016)
- Mikael Seoudi (2011-2014)
- Bas Sibum (2012-2014)
- Kristof Snelders (2010-2013)
- Hugo Sousa (2014-...)
- Kenny Steppe (2013-2015)
- Wesley Sonck (2012-2013)
- René Sterckx (2013*, 2013-2014)

## T
- Nicholas Tamsin (2011-2012)
- Julien Tournut (2011)
- Ivan Trickovski (2013-2015)

## V
- Joachim Van Damme (2010-2012)
- Senne Van Dooren (2015-...)
- Roel van Hemert (2012)
- Michael Van Hoey (2010-2011)
- Matti Van Minnebruggen (2010-2011*, 2011-2012)
- Floriano Vanzo (2015-...)
- Guy Veldeman (2010-2011)
- Spencer Verbiest (2010-2012)
- Vincenzo Verhoeven (2011-2012)
- Jorn Vermeulen (2013-2015)
- Sam Vermeylen (2010-2013)
- Pieter Vervaet (2010-2012)
- Aaron Verwilligen (2010-2011)
- Dalibor Veselinovic (2013-2015)

## Z
- Franco Zennaro (2012-2013*)